# Schneckenweiler
Schneckenweiler ist ein Weiler im namengebenden Ortsteil der Kleinstadt Vellberg im Landkreis Schwäbisch Hall im Nordosten Baden-Württembergs.

## Geographie
Schneckenweiler liegt am rechten Ufer des Lanzenbachs teilweise auf einer Geländewelle auf etwa 375 m ü. NHN am Hangfuß des Höhenzuges aus dem Hackenberg (511,2 m ü. NHN) im Nordosten und dessen Ausläufer Schlegelsberg (etwa 460–459 m ü. NHN) im Nordwesten. Nach Südosten hin steigt das Gelände auf der linken Talseite über das Podest des Lindenbühls (ca. 430 m ü. NHN) bis zum Hahnenberg 505,9 m ü. NHN an. Beide Berge sind vom mittleren Hang an bewaldet. Der landwirtschaftlich geprägte Weiler mit nur acht Hausnummern und einigen Nebengebäuden ist teilweise umgeben von einem Weichbild aus Obstwiesen.
Der Ort liegt an der L 1064, die das Städtchen Vellberg im Westen mit dem Hauptort Gründelhardt der Nachbargemeinde Frankenhardt verbindet. Er ist der obere von nur zwei Talorten, der andere ebenfalls zu Vellberg gehörige Weiler Merkelbach liegt auf der anderen Bachseite knapp einen halben Kilometer im Südwesten. Oberhalb des Talendes sind am nächsten die zur Nachbargemeinde Frankenhardt gehörenden Weiler Spaichbühl etwa zweieinhalb Kilometer östlich an der Landesstraße nach ihrem Anstieg durch die Oberlaufklinge sowie Steinehaig etwa zwei Kilometer nordöstlich nahe dem Kopf einer inzwischen aufgelassenen älteren Talsteige über eine Nebenklinge vom Hackenberg her. (Alle Entfernungen in Luftlinie.)

## Geschichte
1541 trat die Reichsstadt Hall hier einen Hof und ein Gut an die Limpurger ab, die beide 1563 im Tausch mit den Vellbergern wieder abgaben. Mit Eschenau, dessen Gemeinde und andere Verhältnisse es in der Folge teilte, kamen diese Güter nach deren Aussterben 1595 wieder an Hall. 1847 hatte der Ort 34 Einwohner.
Seit 1802/03 gehörte Merkelbach deshalb zur damaligen Gemeinde Unter-Sontheim. Als Anhang von deren Teilgemeinde Eschenau kam es 1875 zu Vellberg. Kläranlagenanschluss erst 1997. Der Weiler hat heute 24 Bewohner. Es gibt eine sonntäglich geöffnete Gaststätte.